# Triathlon aux Jeux panaméricains
Le triathlon aux Jeux panaméricains, est une épreuve sportive figurant au programme des Jeux panaméricains depuis les XIIe jeux de 1995 à Mar del Plata en Argentine.

## Épreuves
Les épreuves masculines et féminines se déroulent sur distance  M (anciennement : courte distance, CD ou distance olympique). Les concurrents doivent parcourir sans temps de pause (les transitions sont donc essentielles en termes de stratégie de course) des distances sur trois épreuves consécutives :
- Natation : course de 1,5 km de nage après un départ groupé (mass start).
- Cyclisme : les triathlètes enchaînent une course de 40 km de vélo (aspiration-abri autorisé).
- Course à pied : course sur la distance de 10 km.

Les épreuves  féminines et masculines sont différenciées et se déroulent selon les mêmes règles et sur le même parcours.
À partir des Jeux de 2019, une épreuve en relais mixte est ajouté au programme.

## Palmarès

### Hommes
| Année | Lieu                                   | Médaille d'or     | Temps           | Médaille d'argent    | Temps           | Médaille de bronze | Temps           |
| ----- | -------------------------------------- | ----------------- | --------------- | -------------------- | --------------- | ------------------ | --------------- |
| 1995  | Mar del Plata, Argentine               | Leandro Macedo    | 1 h 51 min 14 s | Mark Bates           | 1 h 51 min 36 s | Oscar Galíndez     | 1 h 52 min 10 s |
| 1999  | Winnipeg, Canada                       | Gilberto González | 1 h 48 min 18 s | Hunter Kemper        | 1 h 48 min 49 s | Simon Whitfield    | 1 h 49 min 17 s |
| 2003  | Saint-Domingue, République dominicaine | Hunter Kemper     | 1 h 45 min 58 s | Virgilio De Castilho | 1 h 52 min 49 s | Oscar Galíndez     | 1 h 52 min 58 s |
| 2007  | Rio de Janeiro, Brésil                 | Andy Potts        | 1 h 52 min 31 s | Brent McMahon        | 1 h 52 min 38 s | Juraci Moreira     | 1 h 52 min 54 s |
| 2011  | Guadalajara, Mexique                   | Reinaldo Colucci  | 1 h 48 min 2 s  | Manuel Huerta        | 1 h 48 min 9 s  | Brent McMahon      | 1 h 48 min 22 s |
| 2015  | Toronto, Canada                        | Crisanto Grajales | 1 h 48 min 58 s | Kevin McDowell       | 1 h 48 min 59 s | Irving Pérez       | 1 h 49 min 5 s  |
| 2019  | Lima, Perou                            | Crisanto Grajales | 1 h 50 min 39 s | Manoel Messias       | 1 h 50 min 55 s | Luciano Taccone    | 1 h 51 min 3 s  |
| 2023  | Santiago, Chili                        | Miguel Hidalgo    | 1 h 46 min 8 s  | Matthew McElroy      | 1 h 46 min 9 s  | Crisanto Grajales  | 1 h 46 min 11 s |

### Femmes
| Année | Lieu                                   | Médaille d'or   | Temps           | Médaille d'argent | Temps           | Médaille de bronze  | Temps           |
| ----- | -------------------------------------- | --------------- | --------------- | ----------------- | --------------- | ------------------- | --------------- |
| 1995  | Mar del Plata, Argentine               | Karen Smyers    | 2 h 4 min 51 s  | Kristie Otto      | 2 h 7 min 16 s  | Dorothy Cribb Fiona | 2 h 8 min 14 s  |
| 1999  | Winnipeg, Canada                       | Sharon Donnelly | 1 h 59 min 15 s | Carla Moreno      | 1 h 59 min 31 s | Carol Montgomery    | 2 h 0 min 13 s  |
| 2003  | Saint-Domingue, République dominicaine | Jill Savege     | 1 h 58 min 30 s | Sheila Taormina   | 2 h 0 min 11 s  | Becky Lavelle       | 2 h 0 min 36 s  |
| 2007  | Rio de Janeiro, Brésil                 | Julie Ertel     | 1 h 57 min 23 s | Sarah Haskins     | 1 h 57 min 45 s | Lauren Groves       | 1 h 59 min 50 s |
| 2011  | Guadalajara, Mexique                   | Sarah Haskins   | 1 h 57 min 37 s | Barbara Riveros   | 2 h 0 min 23 s  | Pâmella Oliveira    | 2 h 0 min 32 s  |
| 2015  | Toronto, Canada                        | Barbara Riveros | 1 h 57 min 18 s | Paola Diaz        | 1 h 57 min 48 s | Flora Duffy         | 1 h 57 min 56 s |
| 2019  | Lima, Perou                            | Luisa Baptista  | 2 h 0 min 55 s  | Vittoria Lopes    | 2 h 1 min 27 s  | Cecilia Pérez       | 2 h 2 min 7 s   |
| 2023  | Santiago, Chili                        | Lizeth Rueda    | 1 h 57 min 7 s  | María Velásquez   | 1 h 57 min 28 s | Rosa Tapia Vidal    | 1 h 57 min 52 s |

### Relais mixte
| Année | Lieu            | Médaille d'or | Médaille d'argent | Médaille de bronze |
| ----- | --------------- | ------------- | ----------------- | ------------------ |
| 2019  | Lima, Perou     | Brésil        | Canada            | Mexique            |
| 2023  | Santiago, Chili | Brésil        | États-Unis        | Canada             |

## Tableau des médailles
| Rang             | Nation           | Or | Argent | Bronze | Total |
| ---------------- | ---------------- | -- | ------ | ------ | ----- |
| 1                | Brésil           | 6  | 4      | 2      | 12    |
| 2                | États-Unis       | 5  | 6      | 1      | 12    |
| 3                | Mexique          | 3  | 1      | 5      | 9     |
| 4                | Canada           | 2  | 4      | 6      | 12    |
| 5                | Chili            | 1  | 1      |        | 2     |
| 6                | Venezuela        | 1  |        |        | 1     |
| 7                | Colombie         |    | 1      |        | 1     |
| 7                | Porto Rico       |    | 1      |        | 1     |
| 9                | Argentine        |    |        | 3      | 3     |
| 10               | Bermudes         |    |        | 1      | 1     |
| Total 10 nations | Total 10 nations | 18 | 18     | 18     | 54    |